# Canton (Massachusetts)
Pour les articles homonymes, voir Canton (homonymie).
Canton est une ville du Massachusetts, située dans le comté de Norfolk. Lors du recensement de 2010, sa population s’élevait à 21 561 habitants.

## Histoire
La ville a été fondée en 1630 et incorporée en 1797.

## Géographie
Selon le bureau du recensement des États-Unis, Canton a une superficie totale de 50,7 km2, dont 49,0 km2 de terre et 1,7 km2 d'eau (3,35 %).

## Jumelage
- Finglas (Irlande)
- Bocholt (Allemagne)